# Macbeth (musikgrupp)
Macbeth är ett gothic metal-band från Italien som bildades 1995 av trummisen Fabrizio.

## Bandmedlemmar
- Fabrizio - Trummor
- Andreas - Sång
- Morena - Sång
- Sem - Basgitarr
- Max - Led/rytmgitarr

## Diskografi
- 1998 – Romantic Tragedy's Crescendo
- 2001 – Vanitas
- 2005 – Malae Artes